# Herrnhut
Herrnhut (sorbiska Ochranow, tjeckiska Ochranov) är en stad (Landstadt) i området Oberlausitz i Landkreis Görlitz i delstaten Sachsen. Staden har cirka 6 000 invånare.
Herrnhut är känt som hemvist för herrnhutismen och för Herrnhutstjärnan.